# Dynamena heterodonta
Dynamena heterodonta is een hydroïdpoliep uit de familie Sertulariidae. De poliep komt uit het geslacht Dynamena. Dynamena heterodonta werd in 1922 voor het eerst, als Pasythea heterodonta, wetenschappelijk beschreven door Jarvis.